# Забуті Королівства
Забуті Королівства (англ. Forgotten Realms) — найбільш відомий сетинґ для настільної рольової гри «Dungeons & Dragons», створений канадським письменником та розробником ігор Едом Грінвудом на початку 1970-х рр. Згодом, з появою редакцій правил D&D та AD&D, став ареною для проведення настільних ігор, перша з яких була видана у 1978 році. 1986 р. цією розробкою всерйоз зацікавилася фірма TSR, в результаті чого було видано опис світу для гри AD&D, а потім і для AD&D Другої редакції. Пізніше Забуті Королівства стали полем дії для численної низки художніх творів та комп'ютерних ігор. Світ став досить популярним серед інших всесвітів «D&D» в 1990-ті та 2000-ні роки завдяки романам Роберта Сальваторе, а також низці комп'ютерних ігор «Baldur's Gate», «Icewind Dale» та «Neverwinter Nights». Найбільша увага у сетинґу приділяється континенту Фейрун, частині планети Абейр-Торіл.
Забуті Королівства розташовані на планеті Торіл (або Абейр-Торіл). Розмір Торіла приблизно дорівнює розміру Землі, це третя від сонця планета і навколо неї обертається єдиний супутник — Селун. Найвідомішою областю Торіла є Фаерун — північно-західна частина масивного континенту, розташованого в північній півкулі планети. Протяжність Фаеруна — приблизно 5600 км з півночі на південь і 4800 км із заходу на схід. Саме тут знаходяться Брама Балдура, Глибоководдя, Міф Драннор, Муншае, Флан, Фортеця Зента та інші відомі локації.
Це добре опрацьований великий фантастичний світ, в якому багато персонажів, місць і подій, описаних в довгому переліку ігрових продуктів, романів і додатків, що видаються з кінця 1980-х років. Зараз це один з декількох сетинґів для «D&D», які офіційно видаються і розвиваються компанією «Wizards of the Coast», поруч із «Eberron», «Dark Sun» и «Gamma World». Українських перекладів тематичної літератури наразі не існує.

## Історія створення сетинґу

### Розробка
Ед Грінвуд почав писати перші оповідки про Забуті Королівства ще в дитинстві, починаючи з 8 років:72. Дослівно назву сетинґу можна перекласти як «Забуті Сфери», автор придумав його з уявленням про те, що існує мультивсесвіт паралельних світів: Земля — один такий світ, а Забуті Королівства — інший. У первісній концепції Грінвуда фантастичні легенди про Землю походять із світу фантазій, до якого більше неможливо потрапити. Грінвуд відкрив для себе систему Dungeons&Dragons у 1975 році і став серйозним ентузіастом рольових ігор з першими релізами гри Advanced Dungeons&Dragons (AD&D) у 1978 році. Грінвуд впровадив свій фентезійний світ до нового середовища рольових ігор, коли студент університету на прізвисько Вересень познайомив його з AD&D:72. Саме у цьому сетинґу Ед Грінвуд реалізував свою першу кампанію. Компанія взяла свій початок у місті Глибоководдя, перш ніж була створена група, відома як лицарі Міф Драннору у регіоні Долина Тіней. Грінвуд відчув, що жага його гравців до деталей зробила Королівства такими, якими вони є: «Вони хочуть, щоб це здавалося реальним, тому плідно працювали та розвивались особисто, поки все це не переросло в набагато більше, ніж у випадкову кампанію. Рольові ігри завжди керуються правилами, а пригоди, здається, розвиваються самі по собі». Грінвуд також заявив, що його власна версія Забутих Королівств, про яку йдеться в його особистій кампанії, набагато темніша за опубліковані версії.
Починаючи з 1979 року, Грінвуд опублікував серію статей, у яких детально описував сетинґ в журналі «Дракон», перша з яких розповідала про монстра, відомого як Проклятий (англ. Curst):72. Грінвуд писав досить об'ємні статті для «Дракону» та використовував Забуті Королівства як сетинґ для розміщення магічних предметів, монстрів та заклинань. Коли Гері Гайгекс «втратив контроль над TSR у 1985 році, компанія побачила можливість вийти за межі Greyhawk та запровадити нові ігрові правила»:87. У 1986 році TSR почала шукати нові сетинґи для компаній AD&D:72 і доручила Джеффу Граббу дізнатися більше про всесвіт, розроблений Едом Грінвудом та описаний у його статтях в журналі «Dragon».
За словами Грінвуда, Грабб запитав його: «Ви просто все вигадуєте під час підготовки до гри чи ви дійсно розробили повноцінний всесвіт для проведення кампаній?»; Грінвуд відповів «так» на обидва запитання. TSR вважав, що Забуті Королівства будуть більш доступним та відкритим середовищем, ніж їх епічне фентезі «Dragonlance», і вибрав саме сетинґ Грінвуда при публікації власної кампанії, присвяченою виходу другого видання AD&D. Грінвуд погодився працювати над проєктом і його першою метою стала офіційна публікація Забутих Королівств. Він надіслав TSR кілька десятків картонних коробок, заповнених створеними ним нотатками та мапами, а також продав усі права на сетинґ за символічну плату. Пізніше автор зазначив, що компанія TSR дещо змінило концепцію Забутих Королівств як паралельного всесвіту, до якого можна отримати доступ із Землі. Зробили це для того, щоб уникнути можливих судових позовів щодо компанії, у тому числі щодо дітей, які постраждали під час пошуку завітної брами чи порталу.
Джон Петерсон, автор книги «Мистецтво й таємниці Підземель та Драконів: Візуальна історія», сказав, що Грінвуд «був тим рідкісним нав'язливим майстром, у якого, здавалося, було більше ідей та енергії для розвитку сетинґу, ніж навіть у співробітників TSR. Тому цілком природно, що коли TSR вирішили придбати новий всесвіт, їм довелося звернути увагу на Забуті Королівства. Р. А. Сальваторе пізніше зайняв світ Грінвуда, створив для нього персонажів, які стали відомими та книги, які стали бестселерами та підтримали TSR як видатного видавця фентезійної літератури».

### Кінець 1980-х— середина 1990-х
Хоча Забуті Королівства ще не були повністю офіційним ігровим світом, першу пригоду за ним, Прохід Кривавого Каменю (H1 Bloodstone Pass), було випущено у 1985 році компанією TSR. Перший повністю офіційний Набір кампанії Забутих Королівств (Forgotten Realms Campaign Set) було надруковано у 1987 році у вигляді коробочного набору з двох книжок та чотирьох великих мап, розроблених Едом Грінвудом у співпраці з Джеффом Граббом та Кареном Мортином.
Після успіху Набору кампанії Забутих Королівств у травні 1987 р. був опублікований перший роман з цього світу, «Темні сили над Муншаі» (перший в «Трилогії Муншаі») Дагласа Найлза. Наступного року побачив світ перший роман про пригоди дуже популярного персонажа, Дріззта До'Урдена, який потім з'явився ще в сімнадцяти романах, багато з яких входили в список бестселерів New York Times. В 1988 р. вийшла в світ перша комп'ютерна рольова гра по світу Забутих Королівств, Pool of Radiance, випущена компанією SSI. Гра була досить популярна і отримала кілька продовжень.
Сетинґ був перероблений у 1993 р., щоб відповідати другій редакції системи правил Advanced Dungeons&Dragons (AD&D), тоді ж був випущений Сетинґ кампанії Забутих Королівств (Forgotten Realms Campaign Setting), що включав три книги і картки з додатковими монстрами. Додаткові ігрові матеріали для сетинґа, а також безліч романів різних авторів, постійно випускалися протягом 1990-х рр.

### Кінець 1990-х— наш час
В 1998 р. вийшла гра Baldur's Gate, перша в лінійці популярних комп'ютерних рольових ігор, випущених компанією Bioware для персонального комп'ютера. У гри було кілька продовжень, найбільш відомі з яких Baldur's Gate II: Shadows of Amn (2000) і Baldur's Gate II: Throne of Bhaal, Icewind Dale — окрема гра, але випущена на тому ж движку. Деякі популярні персонажі Забутих Королівств, такі як Дріззт До'Урден і Ельмінстер, епізодично з'являлися в цих іграх.
Після виходу переглянутої третьої редакції правил Dungeons & Dragons, випущеної у 2000 році компанією Wizards of the Coast, набір кампанії Забутих Королівств теж був переглянутий в 2001 рік у. Незабаром вийшли комп'ютерні ігри Neverwinter Nights і Icewind Dale 2, дії яких також відбувалося в світі Забутих Королівств, а рольова система була заснована на правилах D&D 3-ї редакції. Neverwinter Nights отримала велику популярність, до неї вийшло кілька офіційних доповнень і величезна кількість неофіційних. Icewind Dale 2 в перший раз дала можливість пограти за підраси, такі як дроу, тифлінґ тощо. Пізніше вийшла Neverwinter Nights 2, система якої була заснована вже на версії правил 3.5 Dungeons & Dragons.
У серпні 2008 р. вийшов набір кампанії за четвертою редакцією, до складу якого увійшли оновлена інформація про світ, пророблений ігровий місто, нові монстри та NPC, а також кольорова мапа Фейруна. На обкладинці книги зображено дроу — слідопита Дріззта До'Урдена. Пізніше книга перевидавалася.
У травні 2011 світ побачив Daggerdale, Action RPG, адаптована під консолі, а на кінець 2011 року була анонсована онлайнова багатокористувацька гра — Neverwinter. Варто зазначити, що Wizards of the Coast, створила цілу торгову марку — Neverwinter, під якою випускають як художню (трилогія Сальваторе) чи ігрову (Neverwinter Campaign Setting) літературу, так і комп'ютерні ігри (вищезгаданий Neverwinter).

## Опис сетинґу

### Географія
На планеті Торіл або Абейр-Торіл є кілька частин світу: Фейрун, на якому фокусується сетинґ, Кара-Тур (світ середньовічного Сходу), Закхара (світ арабських казок), Мацтіка (світ доколумбової Америки), а також ще не відкриті й не описані континенти.
Фаерун знаходиться в північно-західній частині основного материка Торіл. На схід від нього простягаються безкрайні степи Землі Орди, якими кочують численні племена варварів-кочовиків. Ці землі звуться також Нескінченною Пусткою. Самі кочовики називають свою землю Тааніт. На півдні, берегом Великого Моря простягається Земля Долі, Закхара. На північному заході лежить Північ. Цей негостинний регіон простягається від узбережжя Моря Плаваючих Криг до пісків Анорача, від Хребта Світу до Глибоководдя. Під поверхнею земля на численні кілометри вглиб та вшир землі тягнуться нескінченні печери Підмороку.

### Релігія
У Забутих Королівствах релігія відіграє важливу роль, оскільки боги і їх послідовники є невід'ємною частиною світу. Божества активно втручаються в справи своїх послідовників, б'ються один з одним і навіть з'являються серед смертних в образі аватар. У цьому всесвіті існує кілька політеїстичних пантеонів, кожен з яких протегує певної раси або культури.
Всі боги і богині Забутих Королівств залежать від своїх послідовників. Від їх кількості залежить сила божества (божественний статус). Боги, що втрачають всіх своїх послідовників, вмирають.
Велика частина історії Королівств, описана в романах та ігровий літературі, стосується так чи інакше теми Богів, їх дій та Вибраних (смертних представників богів, яким була дарована частка їх божественної сили), таких як Ельмінстер, Фзоул Чембріл, Міднайт (пізніше стала новою богинею магії, Містрою) і Сім Сестер. Треба усіма богами стоїть Владика Ао. Він не відгукується на звернення тих, хто молиться йому (таких вкрай обмаль, бо Ао не був відомий в Королівства до Смутного часу) і тримається подалі від смертних.